# Carlos Pérez Siquier
Carlos Pérez Siquier (Almería, 14 de diciembre de 1930-Almería, 13 de septiembre de 2021) fue un fotógrafo español, considerado uno de los pioneros de la vanguardia fotográfica en España y Premio Nacional de Fotografía en 2003. Fue académico supernumerario de la Real Academia de Bellas Artes de Nuestra Señora de las Angustias de Granada. 

## Obra
Su obra personal se inició en los años 1950, cuando realizó su primera serie fotográfica en el humilde barrio almeriense de La Chanca. Su mirada de interés antropológico registró las costumbres, paisajes y enseres de sus habitantes, reflejando la dignidad de la pobreza en un austero blanco y negro.
Entre 1956 y 1963 dirigió junto a José María Artero García la Agrupación Fotográfica Almeriense, cuya revista AFAL recogió la obra y las inquietudes de un grupo de jóvenes: Masats, Terré, Cualladó, Ontañón, Miserachs, Paco Gómez, Schommer y Maspons. Juntos constituyeron la vanguardia de ese momento que devendrán después en grandes maestros de la fotografía española. El contacto con ellos y con los nuevos valores se mantuvo a través de los cinco anuarios de Everfoto que entre 1973 y 1980 dirigió con Artero.
La aventura terminó en 1963 y comenzó para él una nueva etapa, cambió de formato y de registro, adoptando el color. Continuó con su trabajo de empleado bancario, pero por su firme decisión de permanecer en Almería lejos de los centros editoriales y de prensa se vio privado de seguir desarrollando su carrera en estos ámbitos y aceptó a partir de 1965, trabajar como agente libre para el Ministerio de Turismo de España. Aprovechó estas incursiones por el litoral para realizar este trabajo y paralelamente registró las imágenes de su serie "La playa" que le volvió a situar en la primera fila de la innovación fotográfica veinte años después. Como escribiría Martin Parr en la exposición "Color antes del color" en 2007 de la Hasted Hunt Gallery de Nueva York con la participación de Pérez Siquier junto a otros cinco fotógrafos europeos: «La fotografía en color tuvo un temprano reconocimiento en Europa, pero como no había instituciones artísticas potentes ni exposiciones importantes, eran poco conocidas.»
A partir de la exposición "Pérez Siquier", comisariada por Laura Terré para la Fundación La Caixa, con catálogo de Lunwerg y que recorre varias provincias, su actividad se volvió incesante.
En su siguiente serie a la que denomina "Color del Sur" aparecieron las características que hacen inconfundibles sus imágenes: color saturado, selección fragmentaria de la realidad, pocos elementos y relacionados por leyes compositivas, ironía, humor surrealismo, juego con el sistema perceptivo humano... Como explícita en el título de una de sus exposiciones "Trampas para incautos".
El registro se hace sin ningún apoyo técnico -fotómetro, trípode o flash- solo el ojo y la mano del artista.

### Libros
A partir de este momento, los libros, algunos por encargo, se suceden: 
- 1998. Protección solar. Ed. Mestizo.
- 1998: Imágenes de imágenes. Instituto de estudios almerienses.
- 1999. Pérez Siquier. Photobolsillo. Ed. La Fábrica.
- 2001. La Chanca. Junta de Andalucía.
- 2001: Carlos Pérez Siquier. Colección mínima. Junta de Andalucía.
- 2002. La mirada cómplice. R.S. Fotográfica de Madrid.
- 2002: Medianeras. Colegio de arquitectos de Almería.
- 2003: Almería-Granada-Sevilla. Junta de Andalucía.
- 2005: Almería y el cine. Diputación de Almería
- 2009: Al fin y al Cabo. Centro Andaluz de la Fotografía.
- 2014: Pérez Siquier esencial. Fundación Museo Casa Ibáñez
- 2015: Mi sombra y yo. Diputación de Almería.
- 2017: Carlos Pérez Siquier. Esenciales de la fotografía española. Ed. El País.
- 2016: La Briseña. Ed. Sonámbulos.
- 2018: Guiños. Homenaje a Pérez Siquier. Universidad de Almería.

## Premios
- 2003: Premio Nacional de fotografía que va acompañado de la Exposición y Catálogo en 2005, "Pérez Siquier-La Mirada".
- 2003: Medalla de Oro de Andalucía.
- 2005: Premio "Pablo Ruiz Picasso" de Artes Plásticas. Consejería de Cultura de la Junta de Andalucía
- 2013: Premio Bartolomé Ros[3] "por su labor como dinamizador de la fotografía, a través del grupo AFAL y por su obra en color que abrió las puertas para la ampliación de las fronteras de la fotografía en los años sesenta y setenta

## Colecciones
- Donó el Archivo de Afal al Museo Nacional Centro de Arte Reina Sofía. La colección permanente del Reina Sofía cuenta con una representación significativa de trece miembros del Grupo Afal.
- Se inaugura en Olula del Río el Centro Pérez Siquier, promovido por la Fundación Ibáñez-Cosentino.
- Tiene obra en las colecciones permanentes del Museo Nacional Centro de Arte Reina Sofía, de las fundaciones Telefónica, La Caixa y Foto Colectania y de las colecciones Cualladó y Ordóñez-Falcó, así como en el Centro Atlántico de Arte Moderno de Las Palmas y de la Real Academia de Bellas Artes de Granada.
- Como representante de la fotografía española, ha participado en varias ediciones en la Feria Internacional de Arte Contemporáneo (ARCO).